# Jennie Pegouskie
Jennie Pegouskie, née le 14 août 1988 à Seattle dans l'État de Washington, est une danseuse et mannequin professionnelle américaine.
Sa mère est originaire de Thaïlande, tandis qu'aucune information concernant son père n'est disponible. Certaines sources suggèrent qu'il est afro-américain. Par conséquent, Jennie pourrait être d'ascendance africaine et asiatique. Ses parents ont travaillé dans l'armée américaine, changeant souvent de lieu de résidence pendant son enfance.
Elle a étudié la communication et le marketing et a obtenu son diplôme en 2010 à l'université de Washington.
En 2013, Jennie a été l’une des danseuses principales des rappeurs Macklemore et Ryan Lewis.
Jennie est devenue célèbre en interprétant le rôle de la petite amie d'Ed Sheeran, dans la chanson et le vidéoclip Shape of You, sortis le 6 janvier 2017,,. Elle en a également assuré la post-production.
La vidéo d'Ed Sheeran a été visionnée plus de cinq milliards de fois sur YouTube à fin 2020, se classant alors troisième parmi les vidéos les plus visionnées.